# Sanglier de Calydon
Le sanglier de Calydon est une créature fantastique de la mythologie grecque, qui ravageait la région de Calydon, en Étolie.

## Mythe

### Origine

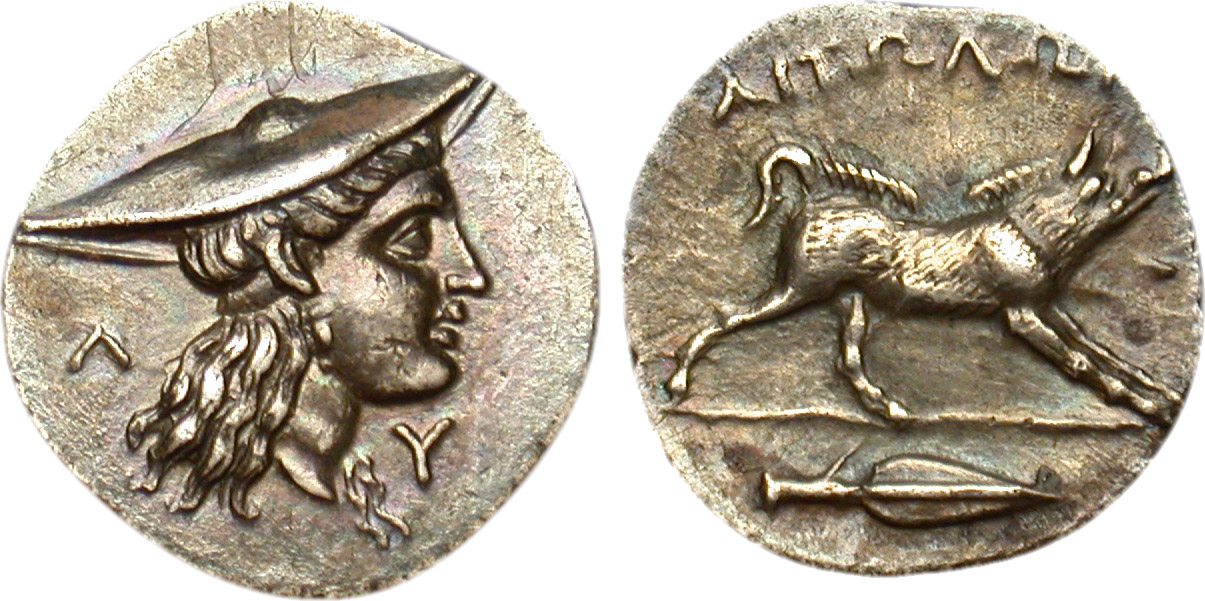
Hémidrachme étolien en argent représentant un sanglier de Calydon.

Il passe pour avoir été enfanté par la laie de Crommyon selon Strabon. Il est envoyé par Artémis pour punir Œnée, roi de Calydon. Celui-ci avait en effet oublié de faire une offrande à la déesse comme il l'avait faite aux autres dieux lors de la fête des Thalysies. Sa description varie selon les auteurs : Homère mentionne simplement « un sanglier sauvage, un solitaire aux dents blanches », tandis qu'Ovide décrit « un sanglier si énorme que l'Épire herbeuse n'a pas de taureaux plus grands (…) », et parle de « soies aussi raides que des javelines [qui] hérissent son cou ; tandis qu'il pousse de rauques grognements, une écume brûlante coule de ses larges épaules ; ses dents égalent celles d'un éléphant ; la foudre sort de sa gueule ; son souffle embrase le feuillage. »

### La chasse

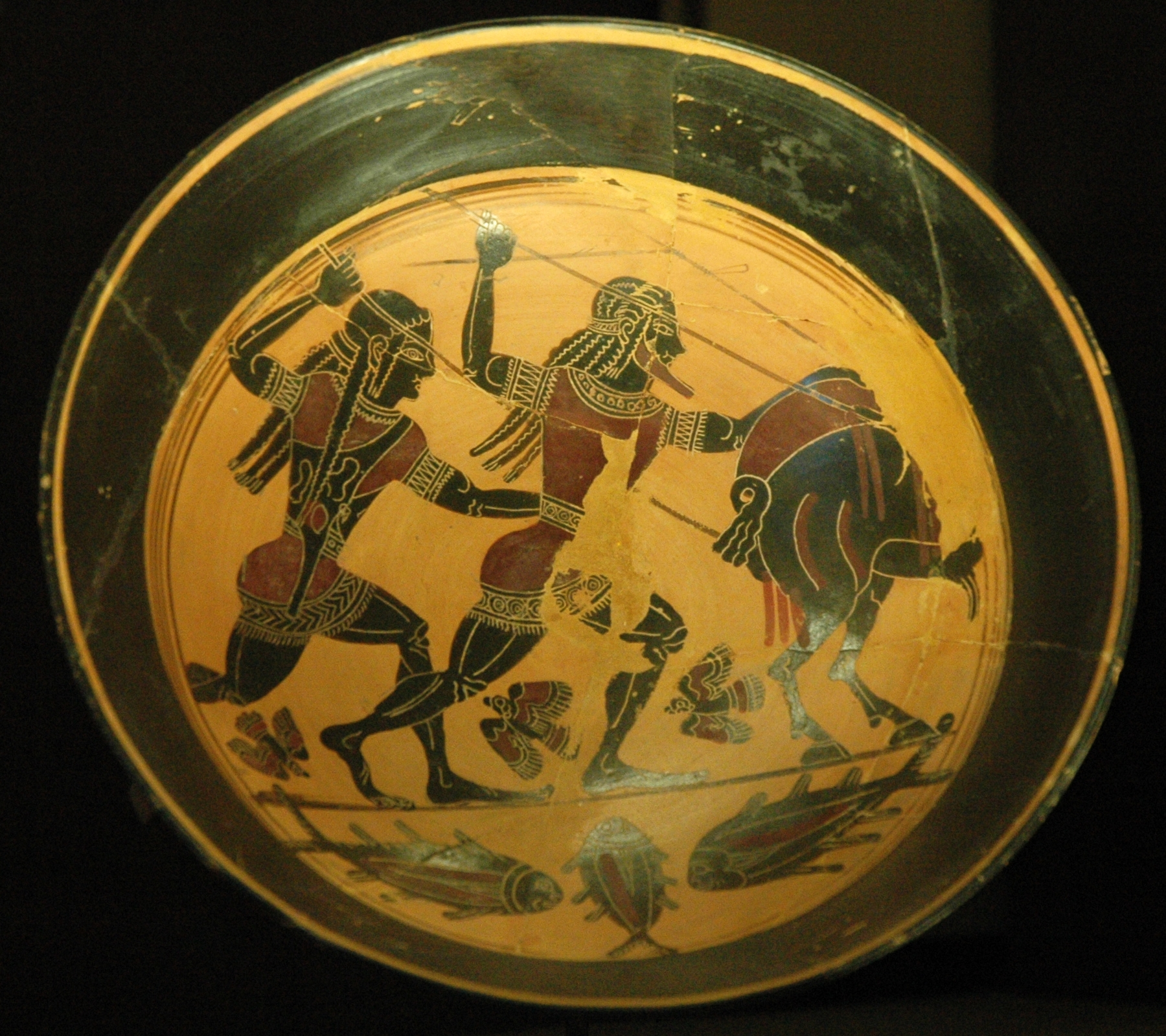
Chasse au sanglier de Calydon, coupe laconienne à figures noires, v. 555 av. J.-C., musée du Louvre.

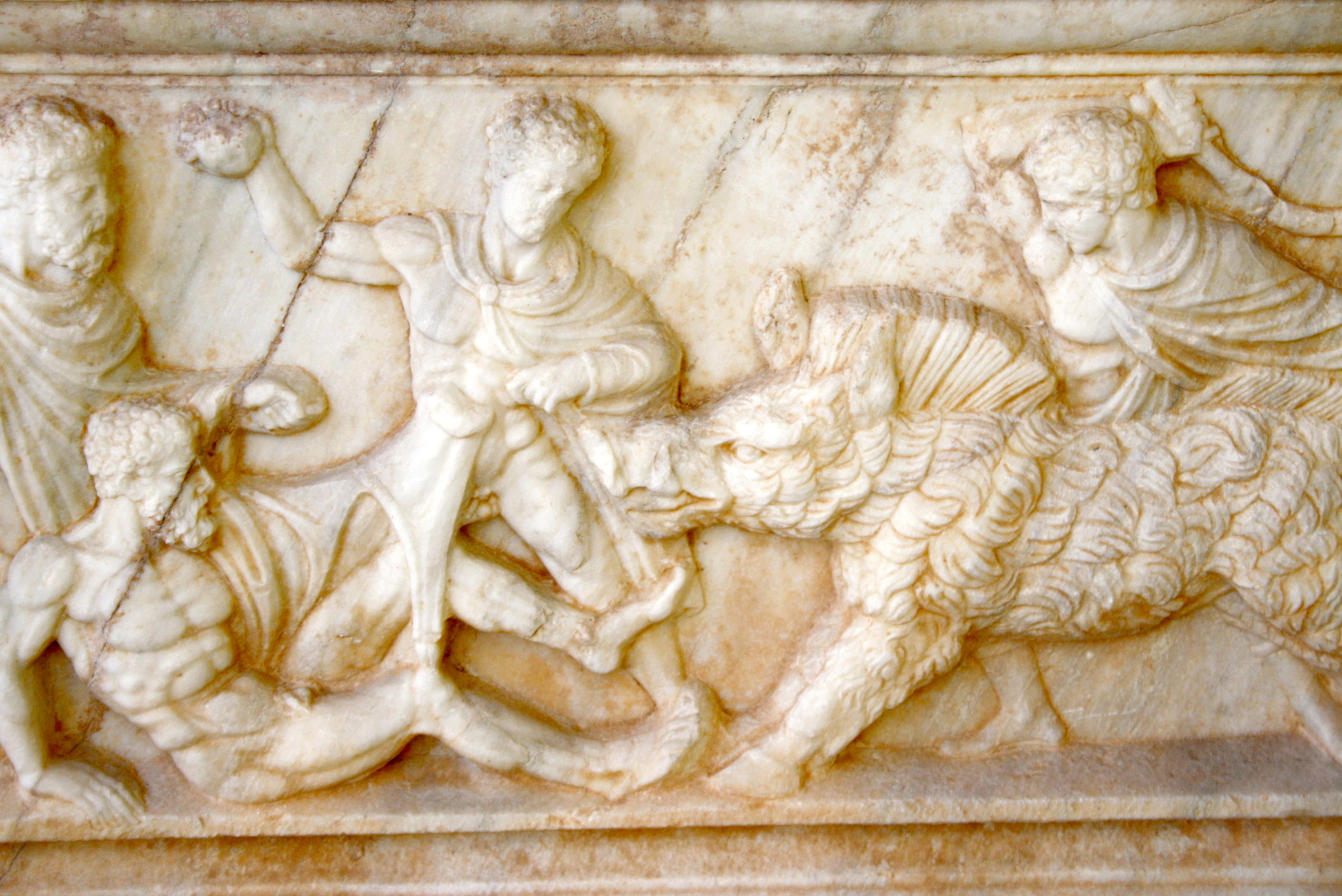
Détail d'un sarcophage du représentant la chasse au sanglier de Calydon (musée archéologique du Pirée).

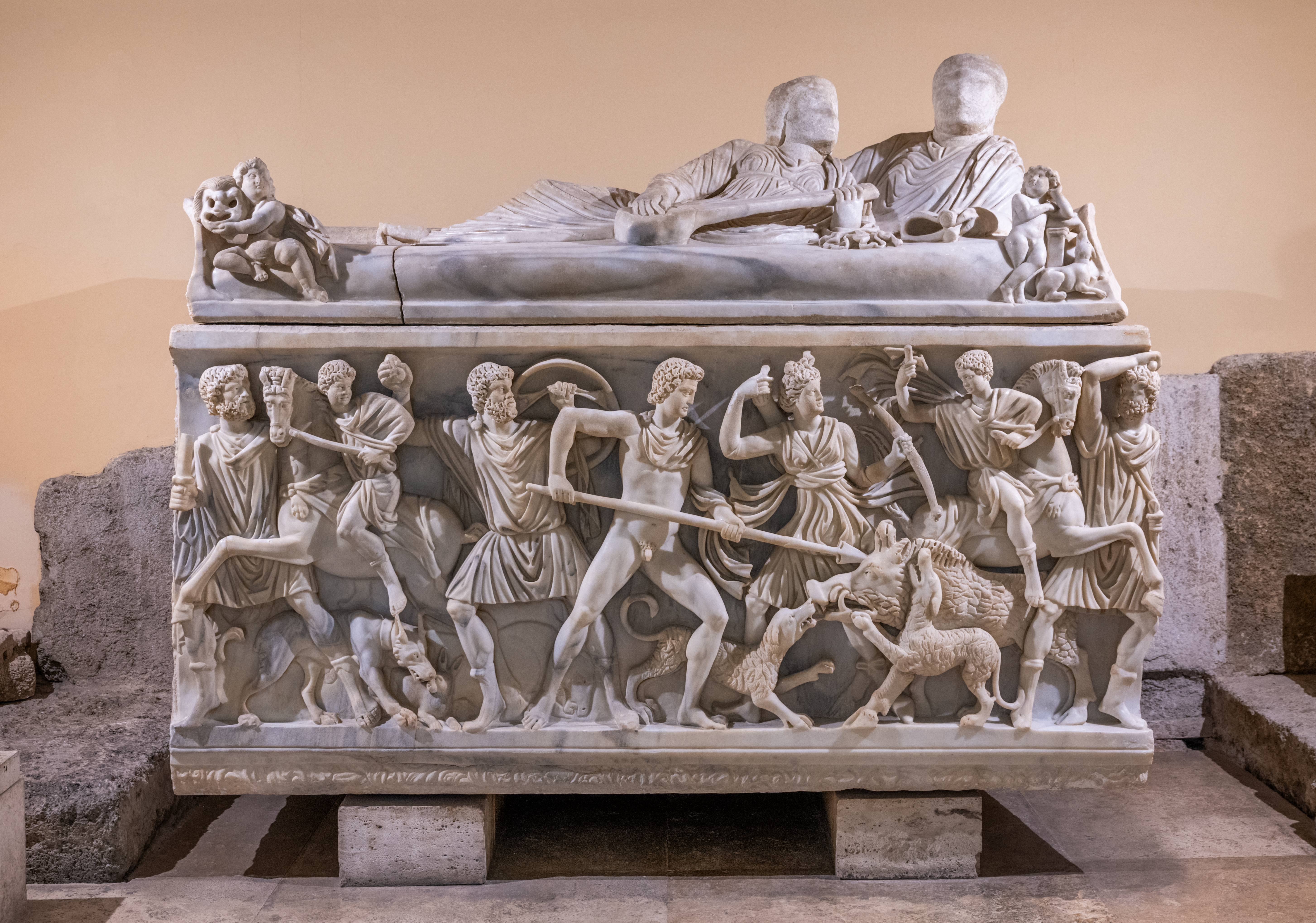
Sarcophage romain du IIe siècle représentant la chasse au sanglier de Calydon (palais des Conservateurs, musées du Capitole).

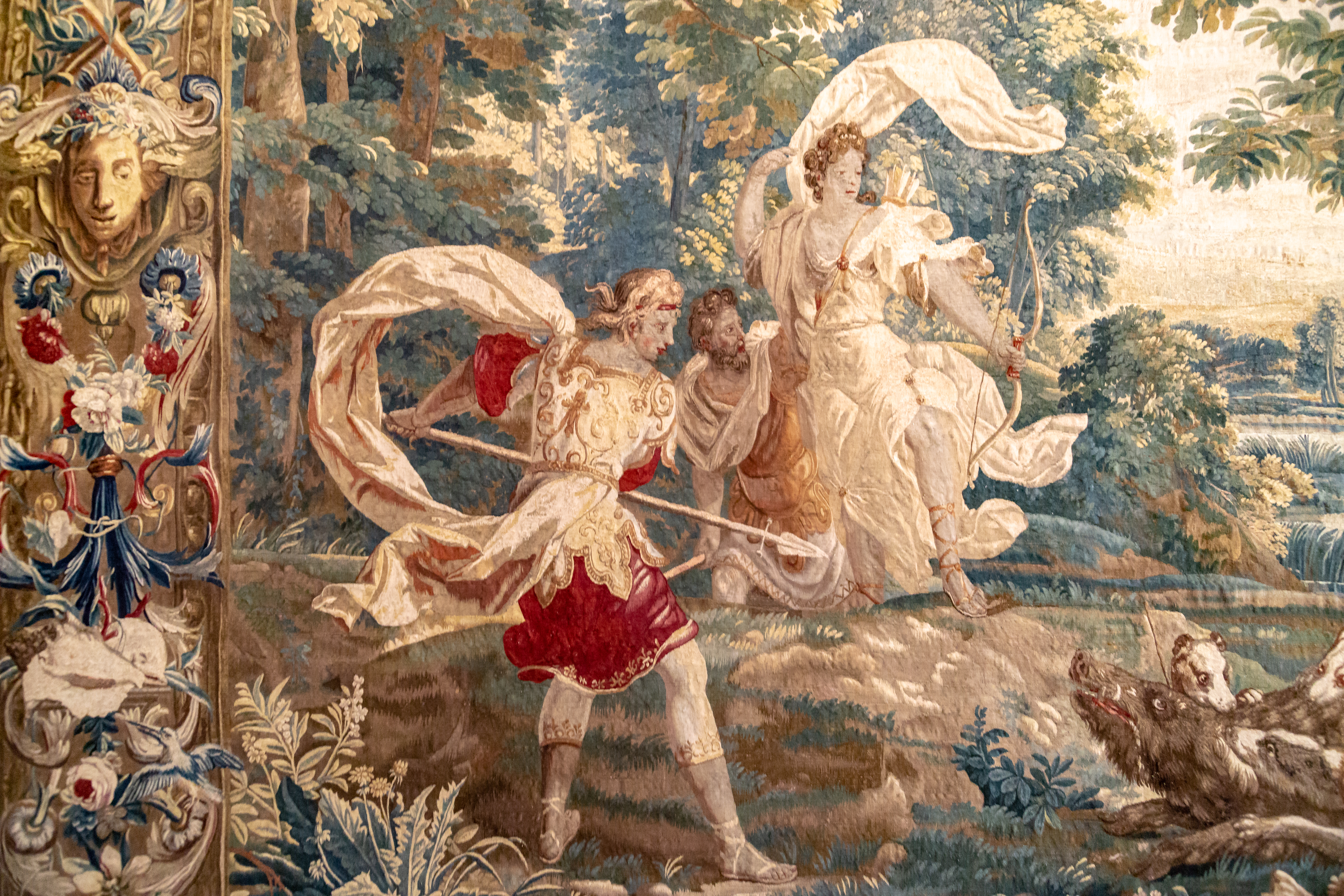
Tapisserie flamande du XVIIe siècle représentant Atalante et Méléagre à la chasse au sanglier de Calydon (pavillon de chasse de Grunewald, Berlin).

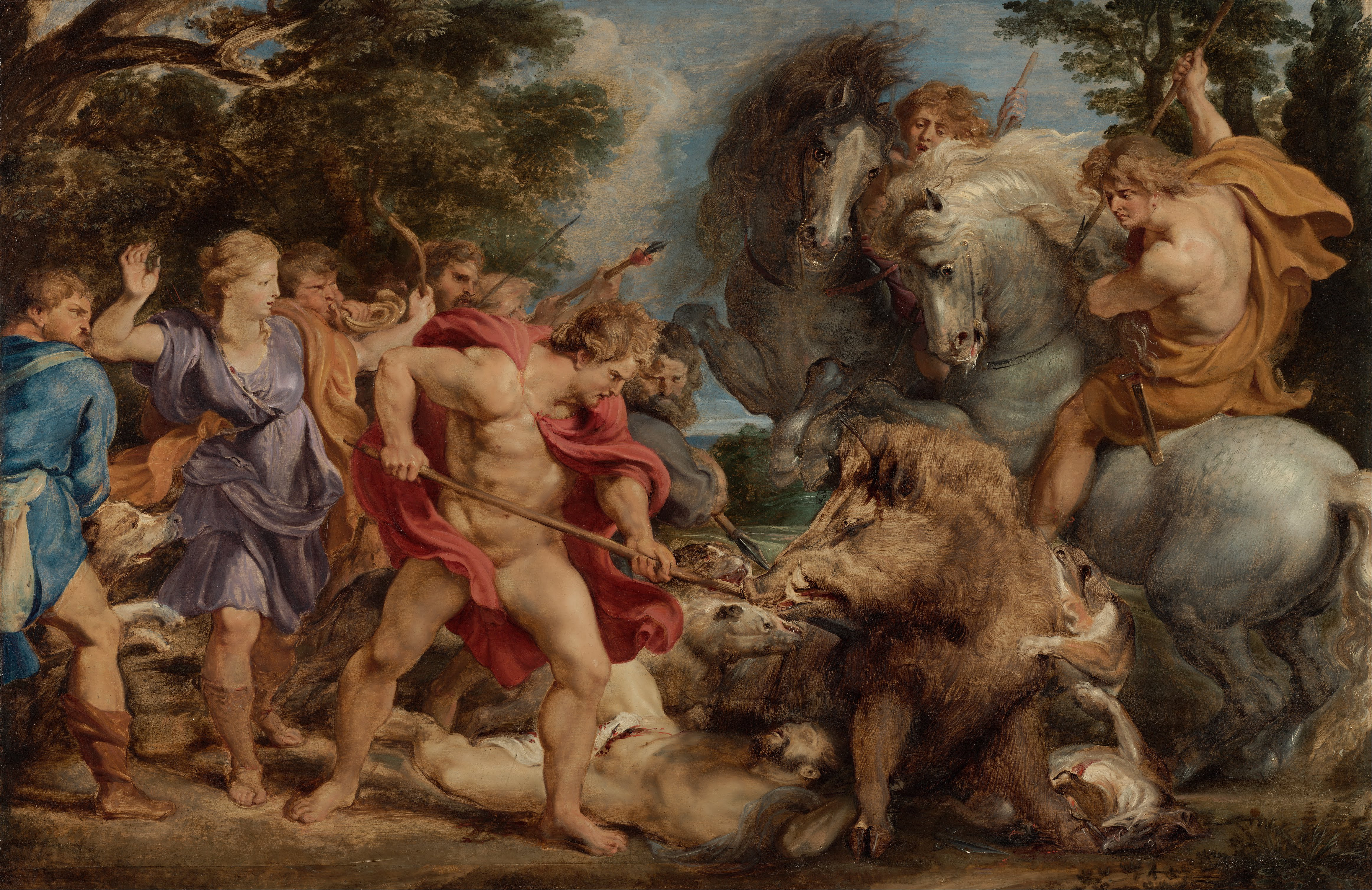
La chasse au sanglier de Calydon par Pierre Paul Rubens (1611-1612), J. Paul Getty Museum.

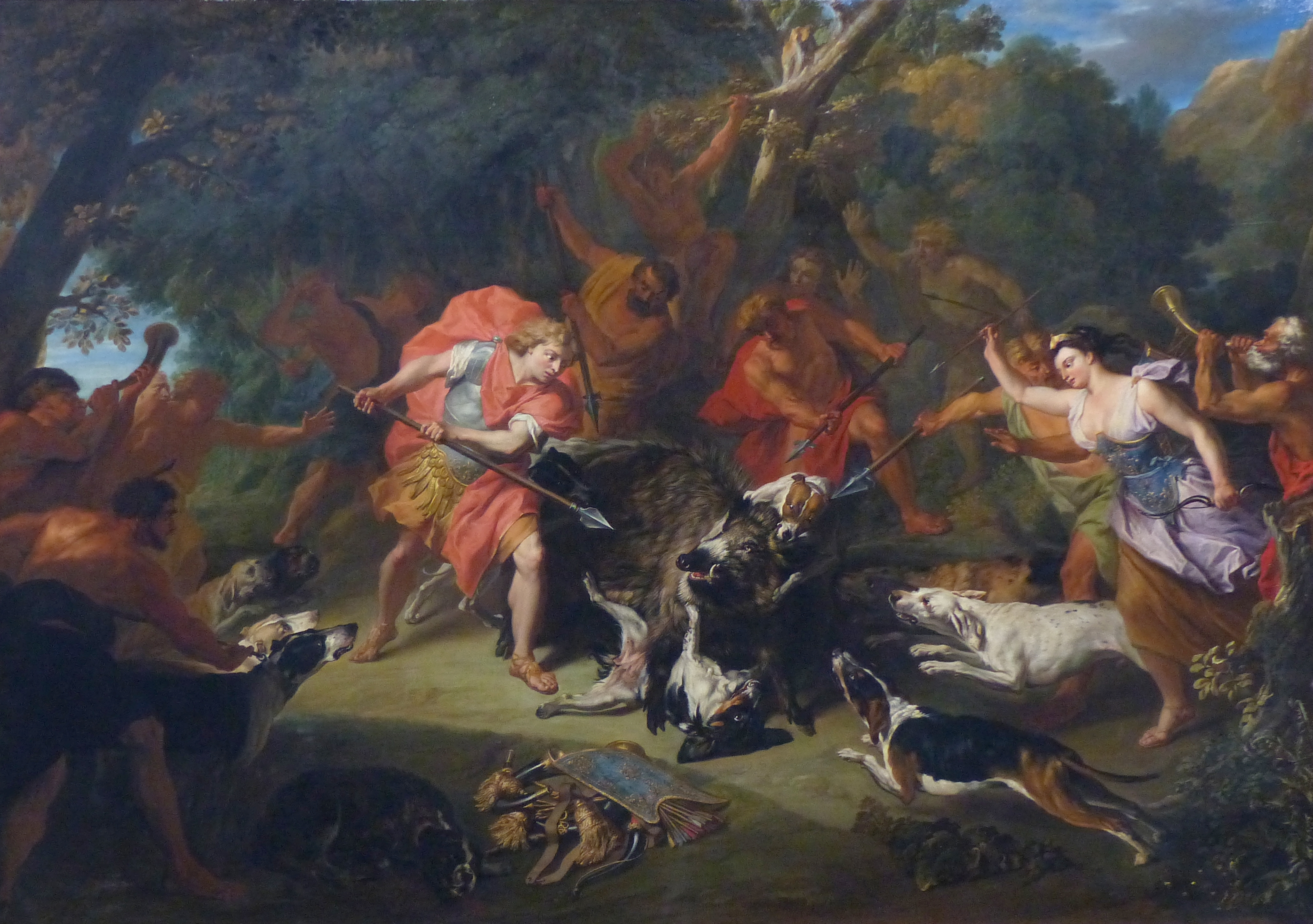
Méléagre tue le sanglier de Calydon par Jacob van Schuppen (1704), musée Fabre, Montpellier.

Afin de débarrasser la région de ce fléau, Œnée demande l'assistance de nombreux héros provenant de toute la Grèce antique dont Méléagre son fils. Une chasse est alors organisée, qui réunit notamment Atalante, Thésée, Pélée, Télamon, Castor et Pollux, Jason, Amphiaraos, et d'autres (voir tableau ci-dessous). Atalante donne le premier coup à la créature et c'est Méléagre lui-même qui porte à la bête le coup fatal. La plupart des chasseurs furent également Argonautes. Cependant, Méléagre aurait déclaré que le ventre de la bête était anormalement gros. Le doute subsiste donc quant à une potentielle progéniture qui aurait survécu. Plus tard, Tite-Live transmet dans ses récits la légende selon laquelle une créature similaire aurait été aperçue par Tarquin l'Ancien en Gaule antique.
L'épisode de cette chasse est un sujet souvent traité dans l'art antique.
| Apollodore (Bib., I, 8, 2) | Hygin (Fab., CLXXIII)     | Ovide (Mét., VIII, 267 sqq.) |
| -------------------------- | ------------------------- | ---------------------------- |
|                            |                           | Acaste                       |
| Admète                     | Admète                    | Admète                       |
|                            | Alcon fils d'Arès         |                              |
|                            | Alcon fils d'Hippocoon    |                              |
| Amphiaraos                 |                           | Amphiaraos                   |
| Ancée fils de Lycurgue     | Ancée fils de Lycurgue    | Ancée fils de Lycurgue       |
|                            | Asclépios                 |                              |
| Atalante                   | Atalante                  | Atalante                     |
| Castor                     | Castor                    | Castor                       |
|                            |                           | Céladon                      |
|                            | Cénée                     | Cénée                        |
| Céphée de Tégée            |                           |                              |
|                            |                           | Ctéatos                      |
|                            | Deucalion                 |                              |
| Dryas                      | Dryas                     | Dryas                        |
|                            | Échion fils d'Hermès      | Échion fils d'Hermès         |
|                            | Énésime                   | Énésime                      |
|                            | Euphémos fils de Poséidon |                              |
| Eurypyle fils de Thestios  |                           |                              |
| Eurytion                   |                           |                              |
|                            | Eurytos fils d'Hermès     |                              |
|                            |                           | Eurytos fils de Molioné      |
| Évippos                    |                           |                              |
|                            |                           | Hippalmos                    |
|                            | Hippase                   | Hippase                      |
|                            | Hippothoos                | Hippothoos                   |
|                            |                           | Hylée                        |
| Idas                       | Idas                      | Idas                         |
|                            | Iolaos                    | Iolaos                       |
| Iphiclès                   |                           |                              |
| Iphiclos fils de Thestios  |                           |                              |
| Jason                      | Jason                     | Jason                        |
|                            | Laërte                    |                              |
|                            |                           | Lélex                        |
|                            | Leucippe fils d'Hippocoon |                              |
| Lyncée                     | Lyncée                    | Lyncée                       |
| Méléagre                   | Méléagre                  | Méléagre                     |
|                            | Mopsos fils d'Ampyx       |                              |
|                            |                           | Nestor                       |
|                            |                           | Panopée                      |
|                            |                           | Pélagon                      |
| Pélée                      | Pélée                     | Pélée                        |
|                            | Phénix fils d'Amyntor     | Phénix fils d'Amyntor        |
|                            |                           | Phylée                       |
| Pirithoos                  |                           | Pirithoos                    |
| Pollux                     | Pollux                    | Pollux                       |
| Télamon                    | Télamon                   | Télamon                      |
| Thésée                     | Thésée                    | Thésée                       |
| Toxée                      |                           | Toxée                        |

## Postérité

### Jeux vidéo
Dans Assassin's Creed Odyssey (2018), une série de quêtes secondaires propose au joueur d'affronter plusieurs animaux légendaires, dont le sanglier de Calydon, en Phocide.